# Ponderation
Ponderation (von lateinisch pondere „lasten“, „wiegen“; ponderare „wägen“) bezeichnet das Abwägen und Ausgleichen beim Wiegen. Im übertragenen Sinne wird der Begriff bei der Komposition von Gemälden, Skulpturen und Plastiken verwendet.

## Ponderation in der Kunst
In der bildenden Kunst, speziell in der Bildhauerei, meint Ponderation den Ausgleich der Gewichtsverhältnisse des Körpers. Es handelt sich um die Darstellung der Körperstruktur, d. h. der räumlichen Verhältnisse, die die einzelnen Körpersegmente zueinander einnehmen, und das daraus sich ergebende Verhältnis des Gesamtkörpers zur Schwerkraft. Wenn sich dieses Verhältnis im Stehen oder Schreiten artikuliert, dann ist die Körperstruktur im günstigen Fall der Schwerkraft gegenüber optimal angepasst, d. h., jedes Körpersegment ist mit seinem Schwerpunkt über dem anderen balanciert. Ein Beispiel ist die altägyptische Statue der Selket. In diesem Idealfall braucht der Mensch nur wenig aktive Muskelkraft, um sich aufrecht zu halten, da die vertikale Richtung der Stützkraft vom Boden her zusammenfällt mit der inneren Schwerkraftlinie des Körpers.
Sobald die Segmente jedoch nicht mehr vertikal übereinander stehen, wie z. B. bei der griechischen Statue des Doryphoros von Polyklet, müssen das fasziale Netzwerk und die Muskulatur den Körper stabilisieren. Dies resultiert in einer Verschiebung von rechter und linker Körperhälfte samt den anhängenden Extremitäten zueinander; sie treten in einen kompensatorischen „Gegensatz“ (siehe dazu auch Spielbein und Kontrapost). Die Ponderation besteht in diesem Fall in einem nur ausreichenden Gleichgewicht, das beim lebendigen Menschen mittel- und langfristig zu Beschwerden des Bewegungssystems und zu unausgewogenen Bewegungsmustern führen würde. Bei einer Skulptur wird solch ein nicht haltbares Gleichgewicht zum Ausdruck von Beweglichkeit, einer festgehaltenen, flüchtigen Bewegung in einem Moment und lässt die eigentlich statische Figur lebendig erscheinen.